# Volker Schurig (Chemiker)

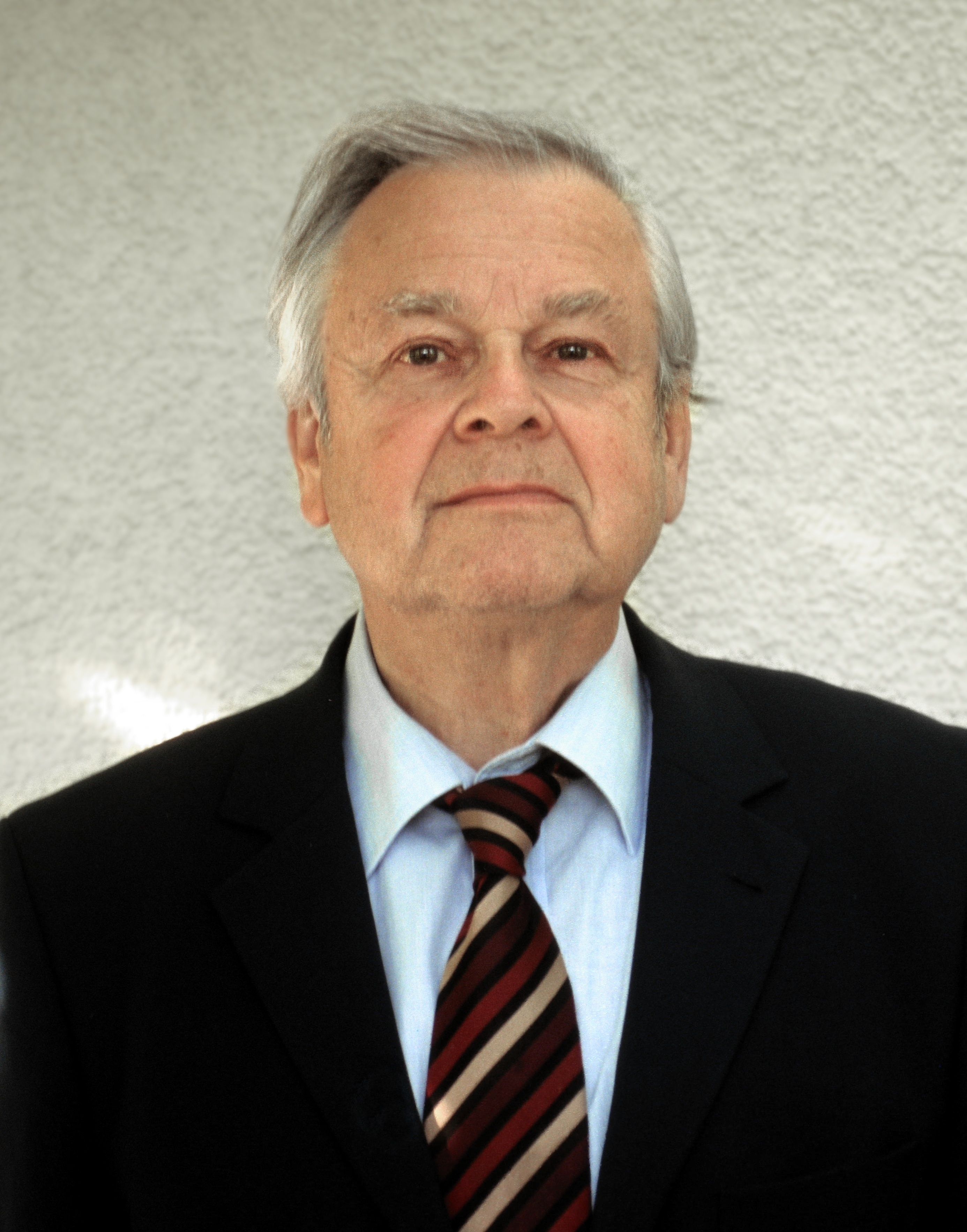
Volker Schurig (2009)

Volker Schurig (* 16. Februar 1940 in Dresden) ist ein deutscher Chemiker und Professor an der Universität Tübingen.

## Leben
Schurig ist in Großröhrsdorf in der Oberlausitz aufgewachsen und besuchte von 1950 bis 1958 das Evangelische Kreuzgymnasium Dresden. Er war Sänger im Dresdner Kreuzchor und ab 1957 zweiter Chorpräfekt. 1958 machte er das Abitur. Von 1959 bis 1968 studierte er Chemie an der Universität Tübingen. Ende 1968 promovierte er und Anfang 1975 habilitierte er sich ebendort. 1979 wurde er C2-Professor und 1990 C3-Professor für Organische Chemie und Trennverfahren an der Universität Tübingen. Holger Bettinger ist sein Nachfolger.
Schurig ist seit 1974 verheiratet und hat zwei Kinder.

## Forschungsfelder
- Katalyse
- Komplexierungs-Gaschromatographie
- Chiralität
- Enantioselektivität

## Schriften
Schurig ist Autor oder Koautor von über 430 Publikationen. Mit einem Hirsch-Index von 63 (Stand Juli 2025) und mehr als 12.250 Fremdzitierungen zählt er zu den meistzitierten Wissenschaftlern der Analytischen Chemie. Er forschte auch auf dem Gebiet der Metallorganik.

### Auswahl von Schriften
- V. Schurig: On the Centenary of Emanuel Gil-Av, Former Professor of the Weizmann Institute of Science and Pioneer of Enantioselective Chromatography, Isr. J. Chem. 56 (2016) 890–906.
- V. Schurig: Exploring Chirality in Space, The Analytical Scientist 35 (Dezember 2015) 36–41.
- V. Schurig (Herausgeber): Differentiation of Enantiomers I & II, Top. Curr. Chem. 340 & 341 (2013).
- V. Schurig: Today's Chromatographers and Their Discoveries (2000-2008) - Prominent Chromatographers (Awardees) In: Chromatography - A Science of Discovery (R. L. Wixom und C. W. Gehrke, Herausgeber), John Wiley & Sons, Inc., Hoboken, Chapter 5 (2010) 176–181.
- V. Schurig: Contributions to the Theory and Practice of the Chromatographic Separation of Enantiomers (Chirality-Medal-Award-Review). In: Chirality 17 (2005) S. 205–S226 (supplement).
- V. Schurig: From Metal-Organic Chemistry to Chromatography and Stereochemistry, In: A Century of Separation Science. (H. J. Issaq, Herausgeber), Marcel Dekker, New York, Basel, Chapter 21 (2001) 327–347.
- V. Schurig, H.-P. Nowotny: Neue analytische Methoden: Gaschromatographische Enantiomerentrennung an Cyclodextrinderivaten (Gas chromatographic Separation of Enantiomers on Cyclodextrin Derivatives), Angew. Chem. 102 (1990) 969; Angew. Chem. Int. Ed. Engl. 29 (1990) 939.
- V. Schurig, H.-P. Nowotny: Separation of Enantiomers on Diluted Permethylated b-Cyclodextrin by High-Resolution Gas Chromatography, J. Chromatogr. 441 (1988) 155.
- V. Schurig, W. Bürkle: Extending the Scope of Enantiomer Resolution by Complexation Gas Chromatography, J. Amer. Chem. Soc. 104 (1982) 7573.
- S. Mayer, V. Schurig: Enantiomer Separation by Electrochromatography on Capillaries Coated with Chirasil-Dex, J. High Resolut. Chromatogr. 15 (1992) 129.
- H.-P. Nowotny, D. Schmalzing, D. Wistuba, V. Schurig: Extending the Scope of Enantiomer Separation on Diluted Methylated b-Cyclodextrin Derivatives by High-resolution Gas Chromatography, J High Resolut Chromatogr 12 (1989) 383.
- V. Schurig: Gaschromatographische Enantiomerentrennung an metallkomplexfreien Stationärphasen (Gas Chromatographic Separation of Enantiomers on Optically Active Metal-Complex-Free Stationary Phases), Angew. Chem. 96 (1984) 969; Angew. Chem. Int. Ed. Engl. 23 (1984) 747.
- S. Mayer, V. Schurig: Enantiomer Separation by Electrochromatography in Open Tubular Columns Coated with Chirasil-Dex, J. Liq. Chromatogr. 16 (1993) 915.
- H. B. Kagan, H. Mimoun, C. Mark, V. Schurig: Asymmetrische Epoxidierung einfacher Olefine mit einem optisch aktiven Molybdän(VI)-Peroxokomplex (Asymmetric Epoxidation of Simple Olefins with an Optically Active Molybdenum(VI)-Peroxo Complex, Angew. Chem. 91 (1979) 511; Angew. Chem. Int. Ed. Engl. 18 (1979) 485.
- V. Schurig: Resolution of Enantiomers and Isotopic Compositions by Selective Complexation Gas Chromatography on Metal Complexes Chromatographia 13 (1980) 263.

## Internationale Auszeichnungen
- Fellow of the Institute of Advanced Studies at the Hebrew University, Jerusalem on Chirality of Drugs and Chiral Recognition (1995)
- Fellowship Award of the Japanese Society for the Promotion of Science (2003)

- M. J. E. Golay Award and Medal of Chromatography (2004, Riva del Garda, Italien)[3]

- Chirality Medal in Gold (2004, New York, USA)[3]
- Dr. Ján Weber Prize and Medal of the Slovakian Pharmaceutical Society (2008, Bratislava, Slowakei)[3]